# Tveitit-(Y)
Tveitit-(Y) (Bergstol a kol. 1977), je velmi vzácný klencový minerál ze skupiny halidů. Pojmenován byl na počest majitele lomu v Norsku Johna P. Tveita, kde byl minerál objeven. Bývá komplikovaně zdvojčatělý s dvojčaty podle tří směrů. Dvojčatění může být výsledkem inverzních fázových přechodů při 670 °C.

## Vznik
Vzniká v pegmatitových žilách v amfibolitech, pravděpodobně inverzí yttrofluoritu.

## Vlastnosti
- Fyzikální vlastnosti: Tvrdost 3,5-4, hustota 3,94 g/cm³, štěpnost chybí, lom nebyl zjištěn. Není radioaktivní.
- Optické vlastnosti: Barva bílá až bledě žlutá, vryp má bílý, lesk mastný. Pod UV světlem žluto-oranžově fluoreskuje.
- Chemické vlastnosti: Obsah jednotlivých prvků – F 44,40%, Ca 28,50%, Y 27,10%, tato data byla vypočtena z empirického vzorce Ca0.7Y0.3F2.3. Obsahuje nečistoty v podobě Na a REE.

## Parageneze
Vyskytuje se společně s kainositem, fluoceritem, cerianitem, monazitem, berylem, topazem, muskovitem, mikroklinem a křemenem

## Využití
Jedná se o sběratelskou raritu, vyhledávanou převážně do mineralogických sbírek. Vzhledem ke svému složení je předmětem studia výzkumu REE nosných pegmatitů.

## Naleziště
- Typová lokalita se nachází v Tordalu (Telemark, jižní Norsko)
- Další místo nálezu Barringer Hill (oblast v Texasu, USA).